# Projekt DCV36
Das Projekt DCV36 beschreibt einen Küstenmotorschiffstyp der russischen Reederei North-Western Shipping Company.

## Geschichte
Von dem von Marine Engineering Bureau entworfenen Schiffstyp wurden zehn Einheiten gebaut. Nachdem im April 2008 zunächst sechs Schiffe des Typs bestellt worden waren, wurden im Februar 2009 vier weitere Schiffe bestellt. Die Schiffe wurden auf der Werft Qingdao Hyundai Shipbuilding Co. in Qingdao gebaut. Der Bau begann mit dem ersten Stahlschnitt am 20. Mai 2009. Die Schiffe wurden zwischen April 2011 und Dezember 2012 abgeliefert.

## Beschreibung
Die Schiffe werden von einem Viertakt-Achtzylinder-Dieselmotor des Herstellers Caterpillar (Typ: MaK 8M25C) mit 2640 kW Leistung angetrieben. Der Motor wirkt über ein Untersetzungsgetriebe auf einen Verstellpropeller. Die Schiffe erreichen damit eine Geschwindigkeit von 12 kn. Die Schiffe sind mit einem Bugstrahlruder mit 170 kW Leistung ausgestattet.
Für die Stromerzeugung stehen ein Wellengenerator mit 292 kW Leistung, zwei Dieselgeneratoren mit jeweils 180 kW Leistung sowie ein Notgenerator mit 85 kW Leistung zur Verfügung.
Die Schiffe verfügen über einen boxenförmigen Laderaum, der mit Faltlukendeckeln verschlossen wird. Der Laderaum ist 60 Meter lang, 11,5 Meter breit und 9,4 Meter hoch. Bei geöffneten Lukendeckeln ist die Laderaumluke 56,4 × 11,5 m groß.
Die Tankdecke kann mit 14 t/m² belastet werden. Die Schiffe sind mit Schotten für die Unterteilung des Laderaums ausgestattet. Die Schiffe können 178 TEU laden. 102 TEU finden im Laderaum und 76 TEU an Deck Platz.
Die Decksaufbauten befinden sich im Heckbereich der Schiffe. Die Schiffe werden von zehn Besatzungsmitgliedern gefahren, die in Einzelkabinen untergebracht sind. An Bord ist Platz für insgesamt 13 Personen. Hierfür stehen eine weitere Einzelkabine und eine Doppelkabine zur Verfügung. Die Schiffe können rund 25 Tage auf See bleiben. Der Rumpf der Schiffe ist eisverstärkt (russische Eisklasse „Ice3“).

## Schiffe
| Projekt DCV36 | Projekt DCV36 | Projekt DCV36 | Projekt DCV36                                        |
| Bauname       | Baunummer     | IMO-Nummer    | Kiellegung Stapellauf Ablieferung                    |
| ------------- | ------------- | ------------- | ---------------------------------------------------- |
| Amethyst      | QHS-301       | 9549607       | 16. November 2009 17. Mai 2010 22. April 2011        |
| Agate         | QHS-302       | 9549619       | 3. Dezember 2009 15. Juni 2010 27. Juni 2011         |
| Biryuza       | QHS-303       | 9549621       | 23. Dezember 2009 14. Juli 2010 21. Oktober 2011     |
| Lazurite      | QHS-304       | 9549633       | 15. Januar 2010 4. September 2010 30. November 2011  |
| Malachite     | QHS-305       | 9549645       | 2. April 2010 20. Dezember 2010 3. Februar 2012      |
| Nephrite      | QHS-306       | 9549657       | 4. Mai 2010 2. August 2011 10. April 2012            |
| Oniks         | QHS-307       | 9555321       | 19. Juli 2010 25. Oktober 2011 28. Juni 2012         |
| Serdolik      | QHS-308       | 9555333       | 13. September 2010 20. Dezember 2011 31. August 2012 |
| Charoite      | QHS-309       | 9555345       | 2. Dezember 2010 19. März 2012 25. Oktober 2012      |
| Yashma        | QHS-310       | 9555357       | 28. Februar 2011 22. Mai 2012 18. Dezember 2012      |

Die nach Edelsteinen benannten Schiffe fahren unter der Flagge Russlands. Heimathafen ist Sankt Petersburg.